# III Giochi del Mediterraneo sulla spiaggia
La terza edizione dei Giochi del Mediterraneo sulla spiaggia si è svolta a Candia dal 9 al 16 settembre 2023. Sono state disputati 54 eventi in 13 discipline, come per le precedenti edizioni, tutte legate alla spiaggia e all'acqua.

## Candidatura
La sede della terza edizione dei Giochi del Mediterraneo sulla spiaggia è stata ufficializzata dal Comitato Internazionale dei Giochi del Mediterraneo al termine della consultazione elettronica, iniziata il 27 gennaio e chiusa il 9 febbraio 2020. La decisione è stata unanime e a favore della città italiana di Pesaro. A seguito della rinuncia di Pesaro a ospitare i giochi, il CIGM ha assegnato i giochi a Heraklion

## I Giochi

### Nazioni partecipanti
Le nazioni che hanno partecipato alla terza edizione dei Giochi del Mediterraneo sulla spiaggia sono 26:
- Albania (4)
- Algeria (30)
- Andorra (2)
- Bosnia ed Erzegovina (4)
- Cipro (45)
- Croazia (58)
- Egitto (55)
- Francia (79)
- Grecia (109)
- Italia (102)
- Kosovo (26)
- Libano (4)
- Libia (4)
- Macedonia del Nord (4)
- Malta (1)
- Marocco (43)
- Monaco (4)
- Montenegro (1)
- Portogallo (40)
- San Marino (6)
- Serbia (4)
- Siria (6)
- Slovenia (10)
- Spagna (64)
- Tunisia (56)
- Turchia (4)

### Discipline
Le discipline in programma sono 13, due in più rispetto la precedente edizione e sono tutte legate alla spiaggia o all'acqua. Per la prima volta si sono tenute gare di kiteboard, pallacanestro 3x3,karate e Triathle. Rispetto la scorsa edizione, sono state cancellate dal programma le gare di aquathlon e sci nautico. 
- Beach handball (dettagli)
- Beach soccer (dettagli)
- Beach volley (dettagli)
- Canoe ocean racing (dettagli)
- Canottaggio da spiaggia sprint (dettagli)
- Karate (dettagli)
- Kitesurf (dettagli)
- Lotta sulla spiaggia (dettagli)
- Nuoto di fondo (dettagli)
- Nuoto pinnato (dettagli)
- Pallacanestro 3x3 (dettagli)
- Tennis da spiaggia (dettagli)
- Triathle (dettagli)

### Calendario
Il programma dei II Giochi del Mediterraneo sulla spiaggia di Heraklion 2023 prevede l'apertura il 9 settembre  2023, mentre la chiusura dei Giochi è prevista il 16 settembre successivo.
| OC | Cerimonia d'apertura | ● | Competizioni |  | Finali | CC | Cerimonia di chiusura |

| Settembre                      | Sab | Dom | Lun | Mar | Mer | Gio | Ven | Sab | Totale |
| Settembre                      | 9   | 10  | 11  | 12  | 13  | 14  | 15  | 16  | Totale |
| ------------------------------ | --- | --- | --- | --- | --- | --- | --- | --- | ------ |
| Cerimonia d'apertura           | OC  |     |     |     |     |     |     |     |        |
| Beach Handball                 | ●   | ●   | ●   | ●   | 2   |     |     |     | 2      |
| Beach Soccer                   | ●   | ●   | ●   | 1   |     |     |     |     | 1      |
| Beach volley                   |     |     |     |     | ●   | ●   | ●   | 2   | 2      |
| Canoe Ocean Racing             |     |     |     |     |     |     | 2   |     | 2      |
| Canottaggio da spiaggia sprint |     | ●   |     | 5   |     |     |     |     | 5      |
| Karate                         |     | 1   | 1   |     |     |     |     |     | 2      |
| Kitesurf                       |     | ●   |     | 2   |     |     |     |     | 2      |
| Lotta sulla Spiaggia           |     |     |     | 3   | 4   |     |     |     | 7      |
| Nuoto di Fondo                 |     |     |     |     |     |     | 2   |     | 2      |
| Nuoto Pinnato                  |     |     |     |     |     | 8   | 8   | 5   | 21     |
| Pallacanestro 3x3              |     | ●   | ●   | 2   |     |     |     |     | 2      |
| Tennis da Spiaggia             |     |     |     |     | ●   | ●   | 1   | 2   | 3      |
| Triathle                       | 2   | 1   |     |     |     |     |     |     | 3      |
| Cerimonia di chiusura          |     |     |     |     |     |     |     | CC  |        |
| Finali                         | 2   | 2   | 1   | 13  | 6   | 8   | 13  | 9   | 54     |

## Medagliere
| Posiz. | Nazione    | Oro | Argento | Bronzo | Totale |
| ------ | ---------- | --- | ------- | ------ | ------ |
| 1      | Italia     | 13  | 16      | 13     | 42     |
| 2      | Grecia     | 13  | 10      | 10     | 33     |
| 3      | Spagna     | 12  | 2       | 6      | 20     |
| 4      | Francia    | 7   | 11      | 6      | 24     |
| 5      | Egitto     | 4   | 2       | 3      | 9      |
| 6      | Croazia    | 2   | 3       | 6      | 11     |
| 7      | Turchia    | 1   | 2       | 1      | 4      |
| 8      | Tunisia    | 1   | 0       | 4      | 5      |
| 9      | Siria      | 1   | 0       | 0      | 1      |
| 10     | Portogallo | 0   | 4       | 3      | 7      |
| 11     | Algeria    | 0   | 2       | 0      | 2      |
| 12     | Marocco    | 0   | 1       | 2      | 3      |
| 13     | Slovenia   | 0   | 1       | 1      | 2      |
| 14     | Cipro      | 0   | 0       | 1      | 1      |
| Totale | Totale     | 54  | 54      | 56     | 164    |